# Mariano Augusto Machado de Faria e Maia
Mariano Augusto Machado Faria e Maia (Ponta Delgada, 21 de Agosto de 1843 — Lisboa, 14 de Dezembro de 1917) foi um engenheiro civil e político açoriano. Deputado eleito pelo círculo de Ponta Delgada, foi um dos autores da proposta de lei reguladora da autonomia administrativa das ilhas adjacentes.

## Biografia
Nasceu na freguesia da Matriz da cidade de Ponta Delgada, filho do morgado José Inácio Machado de Faria e Maia (1793-1881), um dos mais ricos proprietários da ilha de São Miguel, e de Maria do Carmo de Mendonça Valadares de Matos e Góis de Albergaria Caupers, filha de Pedro José Caupers, o último donatário das Flores e do Corvo. Era sobrinho do eclesiástico e deputado Bernardo do Canto Machado de Faria e Maia (1797-1841) e irmão do também deputado Francisco Machado de Faria e Maia, 1.º visconde de Faria e Maia (1815-1890) e membro da influente família Faria e Maia, da qual diversos membros foram políticos de relevo ao longo da última metade do século XIX.
Concluiu os seus estudos secundários em Ponta Delgada, onde foi colega de Antero de Quental, iniciando uma amizade que se manteria por toda a vida. Concluídos os estudos em Ponta Delgada, partiu para Coimbra onde em 1864 se formou bacharel em Matemática pela respectiva Universidade. Concluídos os estudos, optou por seguir a carreira de engenheiro civil.
Enquanto estudante em Coimbra pertenceu à Sociedade do Raio (1861-1862) e ao grupo do Cenáculo, mantendo depois contacto permanente com Antero de Quental através de correspondência e participou, após a morte do poeta, na elaboração do In Memoriam de Antero de Quental com um artigo intitulado "Recordações Queridas".
Terminado o curso regressou a Ponta Delgada, empregando-se como professor provisório no Liceu de Ponta Delgada e como engenheiro nas obras do Porto Artificial de Ponta Delgada. Viria a concentrar a maior parte da sua carreira naquela construção, de que chegou a ser, durante muitos anos, director de obra.
Seguindo a tradição familiar, envolveu-se na política activa, fazendo-se membro do Partido Progressista, então liderado na ilha de São Miguel por José Maria Raposo do Amaral Júnior. Nas eleições gerais de 23 de Outubro de 1892 foi eleito deputado às Cortes pelo círculo eleitoral de Ponta Delgada, prestando juramento a 16 de Janeiro de 1893. Naquela curta legislatura, foi um deputado muito activo, particularmente nos debates em torno da questão da indústria do álcool e do respectivo regime fiscal. Foi um dos deputados envolvidos na concretização do projecto do cabo telegráfico submarino para os Açores, inaugurado em 1893. Membro activo do primeiro movimento autonómico, com Dinis Moreira da Mota e Francisco de Almeida e Brito apresentou um projecto de lei sobre a autonomia dos Açores que deu origem ao Decreto de 2 de Março de 1895, que correspondeu ao primeiro modelo moderno da autonomia açoriana.
A 18 de Janeiro de 1897, foi nomeado engenheiro-director do Serviço de Obras Públicas a cargo da Junta Geral do Distrito Autónomo de Ponta Delgada. Transferiu-se depois para os quadros do Ministério das Obras Públicas, Comércio e Indústria e desempenhou as funções de director das Obras Públicas na ilha da Madeira. Exerceu também as funções de Inspector Geral das Obras Públicas e Minas em Lisboa. Aquando da sua morte fazia parte do Conselho Superior das Obras Públicas.
Foi sócio da Sociedade de Geografia de Lisboa tendo, com outros sócios micaelenses, realizado em 1901 uma homenagem  à memória de Ernesto do Canto, que falecera no ano anterior.
Em 1995 foi republicada a colectânea de intervenções feitas no parlamento a propósito da apresentação do projecto de lei sobre a autonomia administrativa dos Açores, intitulada Breves Considerações feitas na Câmara dos Senhores Deputados.